# Iris Wolves
Iris Mathilde Wolves (* 9. Mai 1994 in Apeldoorn) ist eine niederländische Wasserballspielerin. Sie war mit der niederländischen Nationalmannschaft Olympiadritte 2024, Weltmeisterschaftsdritte 2022, Weltmeisterin 2023 sowie Europameisterin 2018 und 2024.

## Sportliche Karriere
Iris Wolves studierte Jura an der Radboud-Universität Nijmegen und begann danach ein Masters-Studium an der Erasmus-Universität Rotterdam. Auf Vereinsebene spielt die 1,78 Meter große Centerspielerin bei den Polar Bears in Ede.
Seit 2018 spielt sie auch in der Nationalmannschaft. Bei der Europameisterschaft 2018 gewannen die Niederländerinnen im Halbfinale gegen die Ungarinnen und im Endspiel gegen die Griechinnen. Wolves warf im Turnierverlauf drei Tore. 2019 bei der Weltmeisterschaft in Gwangju wurden die Niederländerinnen Siebte. Wegen der COVID-19-Pandemie fanden die Olympischen Spiele in Tokio erst 2021 statt. Die Niederländerinnen verloren im Viertelfinale mit 11:14 gegen die Ungarinnen und belegten dann den sechsten Platz.
2022 wurden die Niederländerinnen Dritte bei der Weltmeisterschaft in Budapest und Vierte bei der Europameisterschaft in Split. Bei der Weltmeisterschaft 2023 in Fukuoka bezwangen die Niederländerinnen im Halbfinale die Italienerinnen und im Finale die Spanierinnen. Beim Endstand von 12:12 wurde das Endspiel im Fünf-Meter-Schießen entschieden. Wolves warf im Halbfinale zwei Tore. Im Jahr darauf siegten die Niederländerinnen bei der Europameisterschaft in Eindhoven und wurden Fünfte bei der Weltmeisterschaft in Doha. Bei den Olympischen Spielen 2024 in Paris verloren die Niederländerinnen im Halbfinale nach Fünf-Meter-Schießen gegen die Spanierinnen. Im Spiel um den dritten Platz bezwangen die Niederländerinnen die Titelverteidigerinnen aus den Vereinigten Staaten.